# Dauphin de Commerson
Pour les articles homonymes, voir Commerson.
Cephalorhynchus commersonii
Espèce
Répartition géographique
Statut de conservation UICN

 LC  : Préoccupation mineure
Statut CITES
Le dauphin de Commerson (Cephalorhynchus commersonii), ou céphalorhynque de Commerson, est un mammifère aquatique du genre Cephalorhynchus de l'ordre des cétacés et de la famille des Delphinidae. Baptisé en l'honneur du naturaliste explorateur français du XVIIIe siècle, Philibert Commerson (1727-1773) qui les avait observés lors de sa circumnavigation avec Louis-Antoine de Bougainville. C'est un petit cétacé noir et blanc qui fréquente les eaux froides subantarctiques. Il est observé généralement en petit groupe de deux à quinze individus mais très rarement en très grand groupe, et ne s'éloigne guère des côtes. L'espèce, divisée en deux sous-espèces, est présente en deux aires géographiques disjointes, l'une (Cephalorhynchus commersonii commersonii) à l'extrême sud du continent américain (Patagonie et aux îles Malouines), l'autre (Cephalorhynchus commersonii kerguelensis)
aux îles Kerguelen.

## Liste des sous-espèces
Selon ,World Register of Marine Species (7 avril 2020), il existe deux sous-espèces :
- la sous-espèce Cephalorhynchus commersonii commersonii (Lacépède, 1804) représente la population sud-américaine. Ce dauphin est localement appelé tonina overa, delfin blanco, jacobita, garza en langage espagnol ;
- la sous-espèce Cephalorhynchus commersonii kerguelensis (Robineau, Goodall, Pichler & Baker, 2007) représente la population des îles Kerguelen. Par ses deux seules couleurs bien distinctes blanc et noir, il est quelquefois surnommé dauphin panda.

## Description

Comparaison de taille entre le dauphin de Commerson et l'Homme.

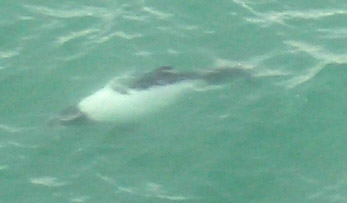
Un dauphin de Commerson vu depuis la surface.

La biologiste et naturaliste américaine naturalisée en Argentine, Rae Natalie Prosser de Goodall (en), disait dans les années 1990 que ““presque tous les auteurs le considèrent comme l'espèce de dauphin la plus belle mais aussi la moins connue du monde””.
Le dauphin de Commerson, l'une des plus petites espèces de dauphin, est aisément identifiable par ses deux uniques couleurs, noir et blanc, bien contrastées.
Par sa taille, par sa forme trapue et ses couleurs, l'allure de l'animal fait penser à celle d'un marsouin en particulier le marsouin à lunettes (Phocoena dioptrica) mais sa nage, notamment à l'approche d'embarcations, énergique, dynamique et erratique est bien typique du comportement du dauphin. Gris foncé et blanc, sans bec mais plus grand et gros, il peut être aussi confondu avec le dauphin de Peale (Lagenorhynchus australis), présent dans la région australe de l'Amérique du Sud.

### Taille et poids
Cette espèce petite mais robuste mesure entre 120 cm et 170 cm et pèse entre 35 kg et 86 kg. À sa naissance, il mesure entre 55 et 75 cm et pèse entre 4,5 et 7 kg.

### Morphologie générale

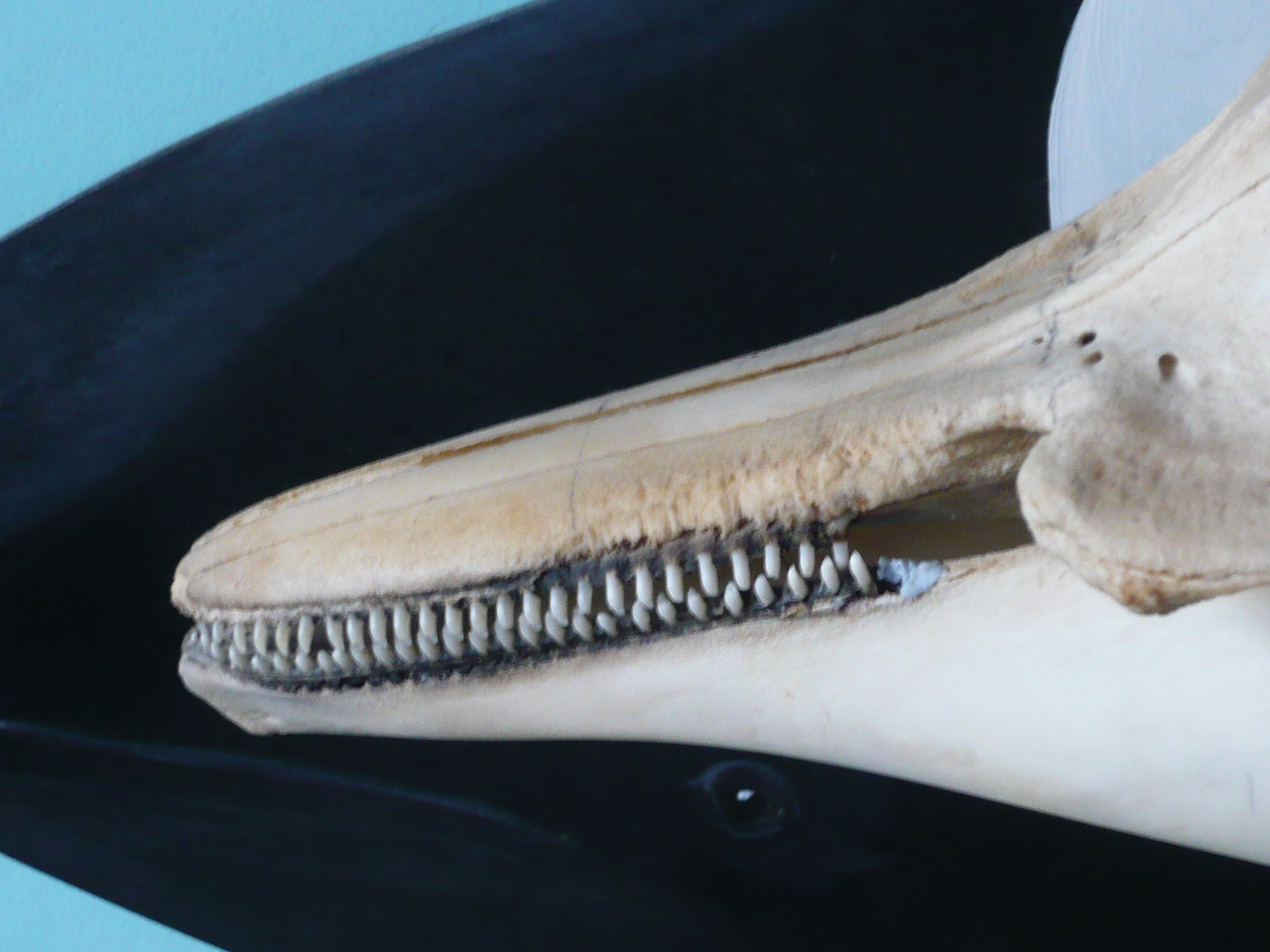
Détail d’un rostre crânien avec sa dentition d’un dauphin de Commerson.

Cet odontocète (cétacé à dents) possède une tête noire dépourvue de bec. Les individus possèdent 26 à 35 dents de chaque côté des deux mâchoires pour un total de 104 à 140 dents. Leur nageoire dorsale et caudale, au bout bien arrondies, sont noires alors que la gorge et le reste du corps sont blancs. La délimitation entre les deux couleurs est nette. La nageoire dorsale possède une arête longue et droite se terminant sur un bout arrondi, le retour est clairement concave mais non falciforme. La nageoire caudale possède une encoche médiane. On observe une tache génitale noire. Les oreilles, situées juste derrière les yeux, sont de petites ouvertures discrètes.

## Écologie et comportement

### Reproduction et cycle de vie
Les femelles et les mâles atteignent la maturité sexuelle à peu près au même âge, entre cinq et huit ans pour les femelles et entre Cinq et six ans pour les mâles. L'accouplement se produit au printemps et en été de l'hémisphère austral. La naissance intervient après une gestation de 11 mois.
 Les dauphins de Commerson vivent en général jusque 18 ans mais le plus vieux dauphin de Commerson connu est mort en captivité à l'âge de 33 ans.

### Comportement et alimentation
Le dauphin de Commerson est rapide, habile très actif. On le voit souvent nageant rapidement à la surface et bondissant hors de l'eau dans la houle. Il fait souvent des vrilles et des vires en nageant quelquefois la tête en bas et peut surfer sur les vagues quand il s'approche très près du rivage. Il aime escorter les bateaux rapides, les précédant, les suivant ou les doublant de tous côtés.
Le comportement alimentaire et la taille des groupes dépendent du type d'habitat. La taille des groupes peut atteindre une centaine d'individus lorsque les dauphins se situent au large des côtes. Lorsqu'ils se nourrissent près des rivages, côtes, estuaires, baies et aussi dans les champs de kelp, ils sont plus généralement seuls ou en petits groupes.
Carnivore, cette espèce opportuniste se nourrit à la fois de poissons, crustacés, céphalopodes ainsi que d'organismes benthiques situés dans les eaux peu profondes et côtières. Lorsqu’il trouve dans les eaux plus profondes et ouvertes, son alimentation se compose alors de poissons pélagiques en bancs, de calmars. Le régime de la sous-espèce des îles Kerguelen semble plus restreint se composant principalement de poissons semi-pélagiques comme Champsocephalus gunnari et dans une certaine mesure, de poissons benthiques.

## Habitat et répartition géographique
Semi-pélagique,la population sud-américaine habite dans différents sites abrités de la côte patagonienne argentine et chilienne tels que baie, estuaire, rivage. On l'observe dans le détroit de Magellan notamment très actif dans le premier et deuxième goulet du détroit, quelquefois dans le canal de Beagle, dans les nombreux fjords chiliens de l’archipel de Terre de Feu, le long des côtes des îles du parc national Cabo de Hornos, de l'île des États et près des îles Malouines. L'autre population, considérée comme endémique, est présente aux îles Kerguelen dans la Réserve naturelle nationale des Terres australes françaises, à 8 000 km à l'est de leurs plus proches cousins. D'une manière générale, les dauphins de Commerson préfèrent les eaux peu profondes jusqu'à 200 mètres de profondeur qui correspond au plateau continental, les estuaires et la proximité des côtes, rarement pas plus éloignés d’une distance de 60 km du rivage.

## Population
La population globale n'est pas connue. L'espèce sud-américaine, considérée comme la plus importante, est localement considérée comme commune. Une étude de 1984 a évalué à 3 400 le nombre d'individus de l’espèce sud-américaine présents dans le détroit de Magellan[réf. nécessaire]. En ce qui concerne la population des Kerguelen, en 2013, un groupe de chercheurs y a dénombré 69 individus de cette sous-espèce dans le Golfe du Morbihan.

## Dauphin de Commerson et l'Homme

### Statut de conservation
Le dauphin de Commerson est classé LC Low Concern (Préoccupation mineure) sur la Liste rouge de Union internationale pour la conservation de la nature (UICN).

### Relation avec l'Homme

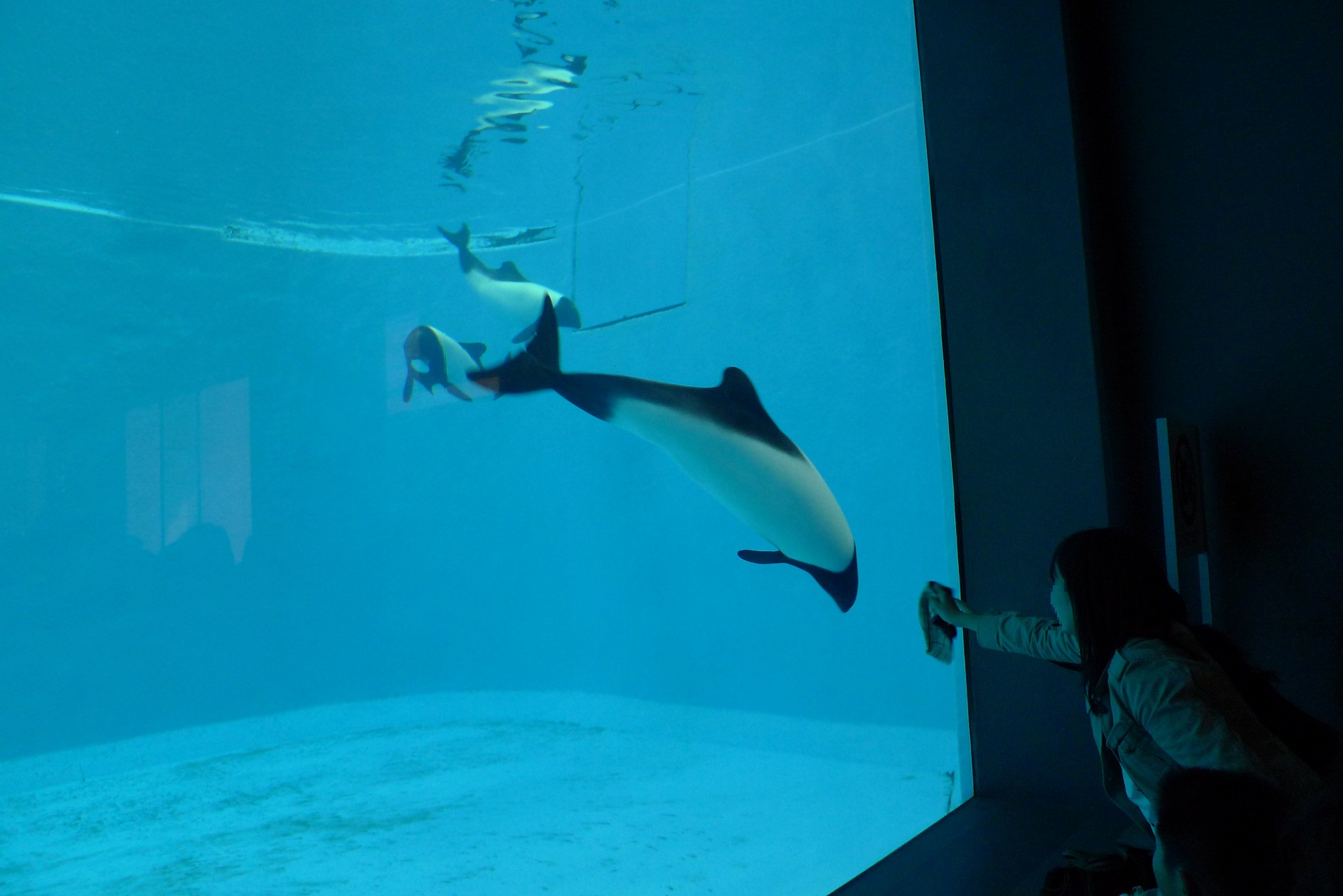
Un dauphin de Commerson nageant dans un aquarium de Toba Aquarium au Japon.

En raison de son aire de vie à proximité des côtes et des zones de pêche, pris dans les filets, les morts accidentelles sont assez fréquentes. Dans les années 1970 et 80, les pêcheurs argentins et chiliens tuaient et dépeçaient des dauphins principalement les dauphins de Peale et de Commerson pour s'en servir d'appât pour la pêche aux crabes tels que Lithodes santolla et Pralomis granulosa. Devenue interdite, cette pratique, de nos jours, a cessé.

### Le dauphin de Commerson dans la culture
Sur un timbre de 75 centavos de pesos, estampillé par la Unión Postal de las Américas, España y Portugal (UPAEP) et édité en 1993 par le Correo Oficial de la República Argentina Sociedad Anónima (CORASA) sont représentés trois dauphins de Commerson dont un juvénile nageant ensemble en profondeur,. En 2014, une série de timbres éditée par La Poste et dessinée par Claude Andréotto, représente le dauphin de Commerson présente aux îles Kerguelen (Terres australes et antarctiques françaises).